# Overland (Missouri)
Overland ist eine Stadt mit dem Status „City“ im St. Louis County im US-Bundesstaat Missouri. Das U.S. Census Bureau hat bei der Volkszählung 2020 eine Einwohnerzahl von 15.955 ermittelt.

## Geographie
Die Koordinaten von Overland liegen bei 38°41'57" nördlicher Breite und 90°22'4" westlicher Länge.
Nach Angaben der United States Census 2010 erstreckt sich das Stadtgebiet von Overland über eine Fläche von 11,34 Quadratkilometer (4,38 sq mi).

## Bevölkerung
Nach der United States Census 2010 lebten in Overland 16.062 Menschen verteilt auf 6717 Haushalte und 4136 Familien. Die Bevölkerungsdichte betrug 1422,7 Einwohner pro Quadratkilometer (3683,9/sq mi).
Die Bevölkerung setzte sich 2010 aus 73,3 % Weißen, 16,4 % Afroamerikanern, 3,2 % Asiaten, 0,3 % amerikanischen Ureinwohnern und 3,9 % aus anderen ethnischen Gruppen und 3,0 % stammten von zwei oder mehr Ethnien ab.
In 39,2 % der Haushalten lebten Personen unter 18 Jahre und in 9,6 % Menschen die 65 Jahre oder älter waren. Das Durchschnittsalter betrug 37,9 Jahre und 49,0 % der Einwohner waren Männlich.

## Persönlichkeiten
- John Joseph Leibrecht (* 1930), römisch-katholischer Geistlicher, Bischof von Springfield-Cape Girardeau 1984–2008
- Robert F. O’Toole (* 1936), Jesuit, Theologe

## Belege
1. ↑  Explore Census Data Total Population in Overland city, Missouri. Abgerufen am 2. Februar 2023.
2. ↑   United States Census
3. ↑   American Fact Finder